# Andrew Grove

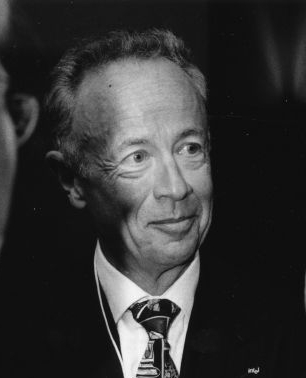
Andrew Grove, 1997

Andrew Stephen „Andy“ Grove (* 2. September 1936 in Budapest; eigentlich Gróf András István [ɡroːf ˈɒndraːʃ ˈiʃtvaːn]; † 21. März 2016 in Los Altos, Kalifornien) wurde als Mitbegründer der Firma Intel bekannt und galt darüber hinaus als eine der einflussreichsten Persönlichkeiten der US-Wirtschaft.

## Leben
Grove wurde 1936 als Sohn einer ungarischen jüdischen Kaufmannsfamilie geboren. Die Naziherrschaft überlebte er, da er mit seiner Mutter bei einer christlichen Familie versteckt wurde.
Enttäuscht von der politischen Entwicklung Ungarns in den 1950er Jahren, verließ er nach dem missglückten Volksaufstand Ende 1956 das Land in Richtung USA und änderte seinen Namen in Andrew S. Grove. 1958 heiratete er seine Frau Eva, die als Kind mit ihren Eltern aus Österreich geflüchtet war. Das Paar bekam zwei Töchter. 1962 erhielt er die amerikanische Staatsbürgerschaft.
Grove studierte Chemieingenieurwesen am City College of New York. Nach seinem Abschluss 1960 wechselte er an die University of California, Berkeley, wo er 1963 promoviert wurde. Als Assistent ging er 1967 zu Fairchild Semiconductor in die Forschung und Entwicklung. Der damalige Chef dieser Abteilung war Gordon Moore, der ihn sein ganzes Leben begleiten sollte.
Moore und Robert Noyce gründeten 1968 das Unternehmen Intel, Grove stieß kurz darauf hinzu. Spitzname von Grove bei Intel war Mr. Clean, wo er eine Unternehmenskultur vorlebte, die geprägt war von Detailorientierung, einem Verzicht auf Statussymbole und Experimentierfreude ohne Furcht vor Fehlern. 1998 zog sich Grove als CEO von Intel zurück, übernahm aber im Anschluss noch bis November 2004 die Leitung des Verwaltungsrates. 1997 wurde er vom Time Magazine zum “Man of the Year” ernannt, da ihm der erstaunliche Fortschritt und das innovative Potential von Microchips zu verdanken seien. Zudem wurde er bereits 1994 in die American Academy of Arts and Sciences gewählt, 1995 erhielt er einen Heinz Award.
Ihm zu Ehren ist der IEEE Andrew S. Grove Award benannt.

## Zitate
- „Only the paranoid survive“ (1996), benutzt als Titel seines Buches, ISBN 0-385-48258-2.
- „People Can't Memorize Computer Industry Acronyms“ (während der Keynote zur Eröffnung einer Intel-Hausmesse).

## Bücher
- A. S. Grove: Physics and Technology of Semiconductor Devices. Wiley, 1967, ISBN 0-471-32998-3 (englisch).
- A. S. Grove: One on One With Andy Grove. Penguin Putnam, 1988, ISBN 0-14-010935-8 (englisch).
- A. S. Grove: High Output Management. Random House, 1995, ISBN 0-679-76288-4 (englisch). (erstmals erschienen 1983)
- A. S. Grove: Only the Paranoid Survive. Doubleday, 1996, ISBN 0-385-48258-2 (englisch).
- A. S. Grove: Swimming Across: A Memoir. 2001, ISBN 0-446-67970-4 (englisch).
- Robert Burgelman and A. S. Grove: Strategy Is Destiny: How Strategy-Making Shapes a Company's Future. 2001, ISBN 0-684-85554-2 (englisch).
- Robert A. Burgelman, Andrew S. Grove and Philip E. Meza: Strategic Dynamics: Concepts and Cases. McGraw-Hill/Irwin, 2005, ISBN 0-07-312265-3 (englisch).

## Bücher zu Andrew Grove
- Tim Jackson: Inside Intel - Andy Grove and the Rise of the World's Most Powerful Chip Company. 1997, ISBN 0-525-94141-X (englisch).